# グローバー・テイシェイラ
グローバー・テイシェイラ（Glover Teixeira、1979年10月28日 - ）は、ブラジルの男性元総合格闘家。ミナスジェライス州ソブラリア出身。アメリカ合衆国コネチカット州ダンベリー在住。テイシェイラMMA & フィットネス主宰。元UFC世界ライトヘビー級王者。元修斗南米大陸ヘビー級王者。

## 来歴
ミナスジェライス州ソブラリアの電気が通っていないような田舎町で生まれる。実家が農家を営んでおり、幼少期から父親の手伝いをしていた。1999年、出稼ぎのためにアメリカ合衆国のコネチカット州ダンベリーへ渡り、造園の仕事に就いた。マイク・タイソンのファンであったためボクシングをしたいと考えていたが、友人からはブラジリアン柔術を勧められた。テイシェイラはそれまでブラジリアン柔術を知らなかったが、UFC 1とUFC 2のビデオでホイス・グレイシーの試合を観て触発され、22歳の時にウォー・メモリアル・ジムでブラジリアン柔術のトレーニングを始めた。2002年6月、WECでプロ総合格闘技デビュー。チャック・リデルのスパーリングパートナーであったエリック・シュワルツに2RTKO負けを喫したものの、シュワルツやリデルのコーチを務めていたジョン・ハックルマンに才能を見出され、ピット・ファイトチームに招待されると本格的に総合格闘技のトレーニングを始めた。ローカル団体で実績を積み、2005年にUFCのリアリティ番組「The Ultimate Fighter」シーズン2のトライアウトを受け合格するも、不法滞在の身であったためトーナメント出場は叶わなかった。2001年にアメリカ人女性のイングリッド・ピーターソンと結婚したが、アメリカ同時多発テロ事件が起こり移民法が改正された当時は永住権取得が困難であったため、一旦ブラジルに帰国しビザが発給されるまで再入国を待つこととなった。2011年8月5日、修斗南米大陸ヘビー級（-100kg）王座決定戦でアントニオ・メンデスにリアネイキドチョークで一本勝ちを収め、王座獲得に成功。同年11月27日、MMA Against Dengueで元UFC世界ヘビー級王者のリコ・ロドリゲスにパンチ連打でギブアップ勝ちを収め、同時期にビザが発給され再びアメリカへ渡った。

### UFC

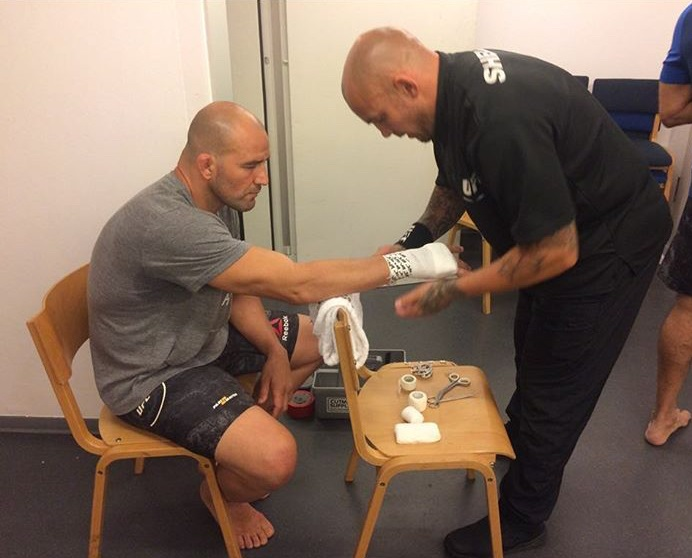
試合前のテイシェイラ（2019年）

2012年5月26日、UFC初参戦となったUFC 146でカイル・キングスベリーと対戦し、肩固めで1R一本勝ち。
2013年1月26日、UFC on FOX 6で元UFC世界ライトヘビー級王者のクイントン・"ランペイジ"・ジャクソンと対戦し、3-0の判定勝ち。
2013年5月25日、UFC 160でジェームス・テフナと対戦し、ギロチンチョークで1R一本勝ち。サブミッション・オブ・ザ・ナイトを受賞した。
2013年9月4日、UFC Fight Night: Teixeira vs. Baderでライアン・ベイダーと対戦。左フックをもらい体勢を崩すものの、カウンターの右フックと左フックのコンビネーションでダウンを奪い、パウンドで1RTKO勝ち。ライトヘビー級王座挑戦権を獲得し、ノックアウト・オブ・ザ・ナイトを受賞した。
2014年4月26日、UFC 172のUFC世界ライトヘビー級タイトルマッチで王者ジョン・ジョーンズに挑戦し、0-3の5R判定負けを喫し王座獲得に失敗。約9年ぶりの敗戦を喫し、自身の連勝記録は20でストップした。
2014年10月25日、UFC 179でライトヘビー級ランキング6位のフィル・デイヴィスと対戦し、0-3の判定負け。自身初の連敗を喫した。
2015年8月8日、UFC Fight Night: Teixeira vs. St. Preuxでライトヘビー級ランキング6位のオヴィンス・サンプルーと対戦。序盤に左ミドルキックとパンチを効かされるものの、グラウンドで形勢を逆転しリアネイキドチョークで3Rテクニカル一本勝ち。ファイト・オブ・ザ・ナイトを受賞した。
2015年11月7日、UFC Fight Night: Belfort vs. Henderson 3でライトヘビー級ランキング9位のパトリック・カミンズと対戦し、スタンドパンチ連打で2RTKO勝ち。
2016年4月16日、UFC on FOX 19でライトヘビー級7位のラシャド・エヴァンスと対戦し、左フックでダウンを奪いパウンドで1RKO勝ち。パフォーマンス・オブ・ザ・ナイトを受賞した。
2016年8月20日、UFC 202でライトヘビー級ランキング1位のアンソニー・ジョンソンと対戦し、試合開始13秒に右アッパーでKO負け。
2017年5月28日、UFC Fight Night: Gustafsson vs. Teixeiraでライトヘビー級ランキング1位のアレクサンダー・グスタフソンと対戦。5Rに右アッパー3連発から右フックをもらいKO負け。敗れはしたものの、ファイト・オブ・ザ・ナイトを受賞した。
2017年12月16日、UFC on FOX 26でライトヘビー級ランキング7位のミシャ・サークノフと対戦し、パウンドで1RTKO勝ち。
2018年7月22日、UFC Fight Night: Shogun vs. Smithでライトヘビー級ランキング9位のコーリー・アンダーソンと対戦し、0-3の判定負け。
2019年4月27日、UFC Fight Night: Jacaré vs. Hermanssonでイオン・クテラバと対戦。1Rにバックハンドブローでぐらつき、パウンドでTKO負け寸前まで追い込まれるも、立て直して2Rにリアネイキドチョークで一本勝ち。パフォーマンス・オブ・ザ・ナイトを受賞した。
2019年9月14日、UFC Fight Night: Cowboy vs. Gaethjeでライトヘビー級ランキング13位のニキータ・クリーロフと対戦し、2-1の判定勝ち。
2020年5月13日、UFC Fight Night: Smith vs. Teixeiraでライトヘビー級ランキング3位のアンソニー・スミスと対戦し、パウンドで5RTKO勝ち。パフォーマンス・オブ・ザ・ナイトを受賞した。
2020年11月7日、UFC Fight Night: Santos vs. Teixeiraでライトヘビー級ランキング1位のチアゴ・サントスと対戦。1Rにスタンドパンチ連打でぐらつき、3Rには左フックでダウンを奪われるも、グラウンドの攻防で終始圧倒してリアネイキドチョークで3R一本勝ち。

#### UFC世界王座獲得
2021年10月30日、UFC 267のUFC世界ライトヘビー級タイトルマッチで王者ヤン・ブラホヴィッチに挑戦し、リアネイキドチョークで2R一本勝ち。ランディ・クートゥアのUFC史上最年長王座獲得記録（43歳）に次ぐ42歳での王座獲得に成功し、パフォーマンス・オブ・ザ・ナイトを受賞した。試合後には、テイシェイラが長年住んでいるコネチカット州ダンベリーで凱旋パレードが行われ、市長のジョー・カボから「市の鍵」（顕著な活躍をした市民に贈られる賞）が贈呈された。

#### 世界王座陥落
2022年6月12日、UFC 275のUFC世界ライトヘビー級タイトルマッチでライトヘビー級ランキング2位の挑戦者イリー・プロハースカと対戦。プロハースカの打撃を耐え抜き、グラウンドの攻防で優勢に試合を進め、5Rには右ストレートでプロハースカをぐらつかせるものの、試合終了直前にリアネイキドチョークで逆転の一本負け。王座から陥落したものの、ファイト・オブ・ザ・ナイトを受賞した。
2023年1月21日、UFC 283のUFC世界ライトヘビー級王座決定戦でライトヘビー級ランキング7位のジャマール・ヒルと対戦し、0-3の5R判定負け。王座再獲得に失敗し、ファイト・オブ・ザ・ナイトを受賞した。試合後のインタビューで引退を発表した。

## 人物・エピソード

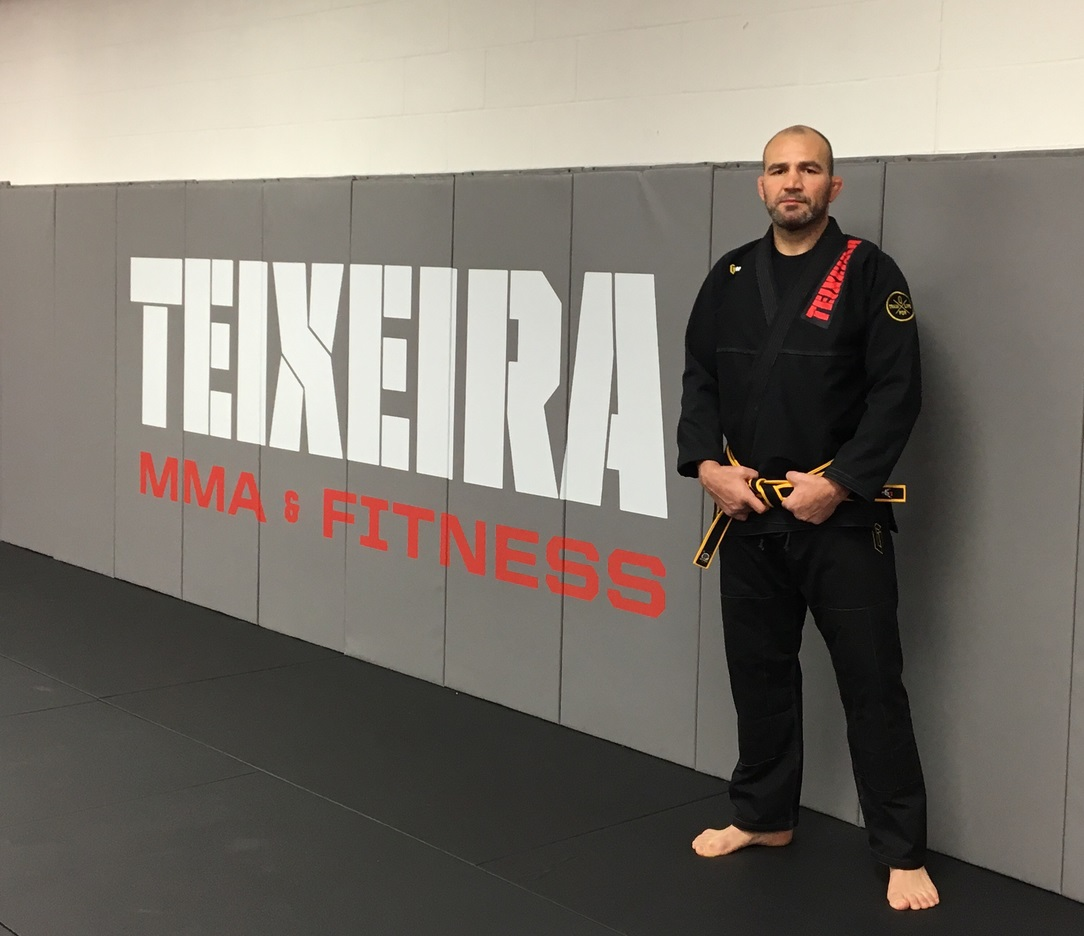
自身が主宰するテイシェイラMMA & フィットネスにて

- 2014年、コネチカット州ベテルに自身のチーム「テイシェイラMMA & フィットネス」を設立した。
- 尊敬する人物の一人にマイク・タイソンを挙げており、UFC 160へ観戦に訪れていたタイソンと試合後のオクタゴン上で面会を果たした[25]。
- 2020年にアメリカ合衆国の市民権を取得した[26]。

## 戦績

### 総合格闘技
| 総合格闘技 戦績 | 総合格闘技 戦績 | 総合格闘技 戦績 | 総合格闘技 戦績 | 総合格闘技 戦績 | 総合格闘技 戦績 | 総合格闘技 戦績 |
| --------------- | --------------- | --------------- | --------------- | --------------- | --------------- | --------------- |
| 42 試合         | (T)KO           | 一本            | 判定            | その他          | 引き分け        | 無効試合        |
| 33 勝           | 18              | 10              | 5               | 0               | 0               | 0               |
| 9 敗            | 3               | 1               | 5               | 0               | 0               | 0               |

| 勝敗 | 対戦相手                             | 試合結果                          | 大会名                                                                   | 開催年月日      |
| ×    | ジャマール・ヒル                     | 5分5R終了 判定0-3                 | UFC 283: Teixeira vs. Hill 【UFC世界ライトヘビー級王座決定戦】           | 2023年1月21日   |
| ×    | イリー・プロハースカ                 | 5R 4:32 リアネイキドチョーク      | UFC 275: Teixeira vs. Procházka 【UFC世界ライトヘビー級タイトルマッチ】  | 2022年6月12日   |
| ○    | ヤン・ブラホヴィッチ                 | 2R 3:02 リアネイキドチョーク      | UFC 267: Błachowicz vs. Teixeira 【UFC世界ライトヘビー級タイトルマッチ】 | 2021年10月30日  |
| ○    | チアゴ・サントス                     | 3R 1:49 リアネイキドチョーク      | UFC on ESPN 17: Santos vs. Teixeira                                      | 2020年11月7日   |
| ○    | アンソニー・スミス                   | 5R 1:04 TKO（パウンド）           | UFC Fight Night: Smith vs. Teixeira                                      | 2020年5月13日   |
| ○    | ニキータ・クリーロフ                 | 5分3R終了 判定2-1                 | UFC Fight Night: Cowboy vs. Gaethje                                      | 2019年9月14日   |
| ○    | イオン・クテラバ                     | 2R 3:37 リアネイキドチョーク      | UFC Fight Night: Jacaré vs. Hermansson                                   | 2019年4月27日   |
| ○    | カール・ロバーソン                   | 1R 3:21 肩固め                    | UFC Fight Night: Cejudo vs. Dillashaw                                    | 2019年1月19日   |
| ×    | コーリー・アンダーソン               | 5分3R終了 判定0-3                 | UFC Fight Night: Shogun vs. Smith                                        | 2018年7月22日   |
| ○    | ミシャ・サークノフ                   | 1R 2:45 TKO（パウンド）           | UFC on FOX 26: Lawler vs. dos Anjos                                      | 2017年12月16日  |
| ×    | アレクサンダー・グスタフソン         | 5R 1:07 KO（右アッパー→右フック） | UFC Fight Night: Gustafsson vs. Teixeira                                 | 2017年5月28日   |
| ○    | ジャレッド・キャノニア               | 5分3R終了 判定3-0                 | UFC 208: Holm vs. de Randamie                                            | 2017年2月11日   |
| ×    | アンソニー・ジョンソン               | 1R 0:13 KO（右アッパー）          | UFC 202: Diaz vs. McGregor 2                                             | 2016年8月20日   |
| ○    | ラシャド・エヴァンス                 | 1R 1:48 KO（左フック→パウンド）   | UFC on FOX 19: Teixeira vs. Evans                                        | 2016年4月16日   |
| ○    | パトリック・カミンズ                 | 2R 1:12 TKO（スタンドパンチ連打） | UFC Fight Night: Belfort vs. Henderson 3                                 | 2015年11月7日   |
| ○    | オヴィンス・サンプルー               | 3R 3:10 リアネイキドチョーク      | UFC Fight Night: Teixeira vs. St. Preux                                  | 2015年8月8日    |
| ×    | フィル・デイヴィス                   | 5分3R終了 判定0-3                 | UFC 179: Aldo vs. Mendes 2                                               | 2014年10月25日  |
| ×    | ジョン・ジョーンズ                   | 5分5R終了 判定0-3                 | UFC 172: Jones vs. Teixeira 【UFC世界ライトヘビー級タイトルマッチ】      | 2014年4月26日   |
| ○    | ライアン・ベイダー                   | 1R 2:55 TKO（左フック→パウンド）  | UFC Fight Night: Teixeira vs. Bader                                      | 2013年9月4日    |
| ○    | ジェームス・テフナ                   | 1R 2:38 ギロチンチョーク          | UFC 160: Velasquez vs. Bigfoot 2                                         | 2013年5月25日   |
| ○    | クイントン・"ランペイジ"・ジャクソン | 5分3R終了 判定3-0                 | UFC on FOX 6: Johnson vs. Dodson                                         | 2013年1月26日   |
| ○    | ファビオ・マルドナド                 | 2R終了時 TKO（ドクターストップ）  | UFC 153: Silva vs. Bonnar                                                | 2012年10月13日  |
| ○    | カイル・キングスベリー               | 1R 1:53 肩固め                    | UFC 146: dos Santos vs. Mir                                              | 2012年5月26日   |
| ○    | リコ・ロドリゲス                     | 1R 1:58 ギブアップ（パンチ連打）  | MMA Against Dengue                                                       | 2011年11月27日  |
| ○    | マービン・イーストマン               | 1R 4:00 KO（パンチ）              | Shooto Brazil 25: Fight for BOPE                                         | 2011年8月25日   |
| ○    | アントニオ・メンデス                 | 1R 4:06 リアネイキドチョーク      | Shooto Brazil 24 【修斗南米大陸ヘビー級王座決定戦】                      | 2011年8月5日    |
| ○    | マーシオ・"ペジパーノ"・クルーズ     | 2R 4:21 TKO（パンチ連打）         | Fight Club 1: Brazilian Stars                                            | 2011年7月20日   |
| ○    | シモン・メロ・ダ・シウバ             | 1R 1:49 KO（パンチ連打）          | Shooto Brazil 23                                                         | 2011年6月4日    |
| ○    | ダニエル・タベラ                     | 5分3R終了 判定3-0                 | Bitetti Combat 8: 100 Years of Corinthians                               | 2010年12月4日   |
| ○    | マルコ・ペセルジ                     | 1R 3:01 TKO（パンチ連打）         | Impact FC 2: The Uprising Sydney                                         | 2010年7月18日   |
| ○    | チアゴ・トサト                       | 1R 1:27 TKO（パンチ連打）         | Bitetti Combat 7                                                         | 2010年5月28日   |
| ○    | ホアキム・フェレイラ                 | 2R 1:30 TKO（タオル投入）         | Bitetti Combat 6                                                         | 2010年2月25日   |
| ○    | レオナルド・ナシメント・ルシオ       | 1R 3:11 ギロチンチョーク          | Bitetti Combat 4                                                         | 2009年9月12日\| |
| ○    | バックリー・アコスタ                 | 1R 1:00 TKO（パンチ連打）         | PFC 7                                                                    | 2008年2月20日\| |
| ○    | ジョルジ・オリベイラ                 | 1R 0:05 KO（パンチ連打）          | PFC 6: No Retreat, No Surrender                                          | 2008年1月17日   |
| ○    | ソクジュ                             | 1R 1:41 KO（パンチ連打）          | WEC 24: Full Force                                                       | 2006年10月12日  |
| ○    | ジャック・モリソン                   | 1R 1:27 リアネイキドチョーク      | WEC 22: The Hitman                                                       | 2006年7月28日   |
| ○    | カールトン・ジョーンズ               | 1R 1:57 KO（パンチ連打）          | WEC 20: Cinco de Mayhem                                                  | 2006年5月5日    |
| ×    | エド・ハーマン                       | 5分3R終了 判定0-3                 | SportFight 9: Respect 【SportFightライトヘビー級タイトルマッチ】         | 2005年3月26日   |
| ○    | ジャスティン・エリソン               | 1R TKO（パンチ連打）              | SportFight 5: Stadium 【SportFightライトヘビー級タイトルマッチ】         | 2004年8月28日   |
| ○    | マット・ホーウィッチ                 | 5分3R終了 判定3-0                 | SportFight 3: Dome 【SportFightライトヘビー級タイトルマッチ】            | 2004年4月17日   |
| ×    | エリック・シュワルツ                 | 2R 3:33 TKO（パンチ連打）         | WEC 3: All or Nothing                                                    | 2002年6月7日    |

### グラップリング
| 勝敗 | 対戦相手                   | 試合結果         | 大会名                             | 開催年月日    |
| ×    | ヴィニシウス・マガリャエス | 腕ひしぎ十字固め | ADCC 2009 【99kg未満級 3位決定戦】 | 2009年9月27日 |
| ×    | ジェラルド・リナルディ     | ポイント         | ADCC 2009 【99kg未満級 準決勝】    | 2009年9月27日 |
| ○    | ディーン・リスター         | ポイント         | ADCC 2009 【99kg未満級 2回戦】     | 2009年9月26日 |
| ○    | ヴェサ・ヴォリ             | ポイント         | ADCC 2009 【99kg未満級 1回戦】     | 2009年9月26日 |

## 獲得タイトル
- 第2代SportFightライトヘビー級王座（2004年）
- ADCC 2009南米予選 99kg未満級 優勝（2009年）
- 第2代修斗南米大陸ヘビー級王座（2011年）
- 第16代UFC世界ライトヘビー級王座（2021年）

## 表彰
- UFC ファイト・オブ・ザ・ナイト（4回）
- UFC パフォーマンス・オブ・ザ・ナイト（4回）
- UFC ノックアウト・オブ・ザ・ナイト（1回）
- UFC サブミッション・オブ・ザ・ナイト（1回）